# 陶尔瑙饶达尼
陶尔瑙饶达尼，是匈牙利赫维什州所辖的一个村。总面积25.19平方公里，总人口1188，人口密度47.2人/平方公里（2011年1月1日）。